# نیروگاه برق آبی فینچا
نیروگاه برق آبی فینچا (به لاتین: Fincha Hydroelectric Power Station) یک نیروگاه برقابی در اتیوپی است که در اتیوپی واقع شده‌است.